# 施坦斯 (蒂罗尔州)
施坦斯（德語：Stans）是奥地利蒂罗尔州施瓦茨县的一个市镇。总面积20.1平方公里，总人口1891人，人口密度94.1人/平方公里（2005年）。